# Caquetaia kraussii
Caquetaia kraussii és una espècie de peix de la família dels cíclids i de l'ordre dels perciformes.

## Morfologia
- Els mascles poden assolir 26 cm de longitud total.[1][2]

## Alimentació
Menja peixos i invertebrats bentònics.

## Hàbitat
És una espècie de clima tropical entre 26 °C-31 °C de temperatura.

## Distribució geogràfica
Es troba a Sud-amèrica: conques dels rius Atrato, Cauca i Magdalena, i del llac Maracaibo a Colòmbia. Ha estat introduït a la conca del riu Orinoco (Veneçuela).

## Observacions
No és una espècie comuna en el comerç de peixos d'aquari, tot i que, ocasionalment, se n'importa.